# Wicehrabstwo Schuf
Wicehrabstwo Schuf (fr. Seigneurie de Schuf) – jedyne lenno hrabstwa Sydonu, istniejące od ok. 1170 do 1257. Wicehrabstwo leżało na ziemiach wyzwolonych w czasie I krucjaty. Obecnie wchodzi w skład dystryktu Asz-Sczuf w środkowo-zachodnim Libanie.
Lenno zostało powołane w celu zabezpieczenia hrabstwa Sydonu od strony wschodniej przed atakami muzułmanów. Kluczowym punktem oporu była Jaskinia Tyron – twierdza leżąca w górach Schuf (lub Chouf, spolszczone Szuf). Zacięte walki spowodowały, że wicehrabstwo często zmieniało właścicieli:
- ok. 1110–1133: część Królestwa Jerozolimskiego
- 1133–1140: państwo Burydów
- 1140–1165: Królestwo Jerozolimskie
- 1165–ok. 1170: w ręku syryjskiego władcy Nur ad-Dina
- ok. 1170–1187: wicehrabstwo zależne od hrabstwa Sydonu (z Jaskinią Tyron  1182–1187)
- 1187–1240: państwo Ajjubidów
- 1240-1257: wicehrabstwo zależne od hrabstwa Sydonu
- 1257–1260: dobra Templariuszy
- 1260: najazd mongolski i opuszczenie Schuff

## Władcy Schuff
- nieznani w I okresie istnienia lenna;
- André de Schuf (1240–?)
- Jean de Schuf (?– przed 1257);
- Julian Grenier, hrabia Sydonu (ok. 1257).